# Vochysia maxima
Vochysia maxima är en tvåhjärtbladig växtart som beskrevs av Adolpho Ducke. Vochysia maxima ingår i släktet Vochysia och familjen Vochysiaceae. Inga underarter finns listade i Catalogue of Life.